# Río Lor
El Lor es un río del noroeste de la península ibérica que discurre por las montañas de la Sierra del Caurel, en la provincia de Lugo, Galicia, España. Es afluente del río Sil.

## Curso
Tiene 54 km de longitud, y su cuenca es de 372 km². Nace en Fonlor, en la parroquia de Zanfoga del municipio de Piedrafita del Cebrero. Recorre la Sierra del Caurel de norte a sur, en el municipio de Folgoso de Caurel, y finalmente desemboca sus aguas al río Sil en Aguasmestas, municipio de Quiroga, una aldea hoy bajo las aguas de un embalse. Sus afluentes más importantes son los ríos Lóuzara y Pequeno.

## Fauna
En el río y en su cuenca podemos encontrar peces (truchas o anguilas), anfibios (el tritón palmeado, la rana ibérica) y reptiles (el lagarto verdinegro). El mamífero más representativo es la nutria.

## Literatura
El poeta caurelense Uxío Novoneyra escribió varios poemas sobre el río.